# Kanton Lauzun
Lauzun is een voormalig kanton van het Franse departement Lot-et-Garonne. Het kanton maakte deel uit van het arrondissement Marmande. Het werd opgeheven bij decreet van 26 februari 2014, met uitwerking op 22 maart 2015. Alle gemeenten werden opgenomen in het nieuwe kanton Le Val du Dropt.

## Gemeenten
Het kanton Lauzun omvatte de volgende gemeenten:
- Agnac
- Allemans-du-Dropt
- Armillac
- Bourgougnague
- Laperche
- Lauzun (hoofdplaats)
- Lavergne
- Miramont-de-Guyenne
- Montignac-de-Lauzun
- Peyrière
- Puysserampion
- Roumagne
- Saint-Colomb-de-Lauzun
- Saint-Pardoux-Isaac
- Ségalas